# Okaida
Okaida (OKD) est une organisation criminelle du Paraíba au Brésil qui a émergé au début du XXIe siècle, et dont les actions violentes sont inspirées par les activités d'Al-Qaïda. Au début, l'organisation vendait du crack fourni par le Premier commando de la capitale (PCC) dans les quartiers de João Pessoa,.
Au fil du temps, leurs méthodes violentes et spectaculaires ont conduit à des désaccords avec le PCC, qui les considère trop tape-à-l'œil et nuisibles aux affaires.  